# ベオグラード条約
ベオグラード条約（ベオグラードじょうやく、ロシア語: Белградский мир、トルコ語: Belgrad antlaşması、セルビア語: Beogradski mir）は、1739年9月18日にベオグラードで署名された、オーストリア・ロシア・トルコ戦争におけるハプスブルク帝国とオスマン帝国の間の講和条約である。

## 背景
1736年、ロシア帝国はオスマン帝国が衰退しているとみて侵攻をはじめ、翌年にはハプスブルク帝国も参戦した。フランスのルイ・ソーヴール・ヴィルヌーヴ侯爵は1738年5月にロシアのアンドレイ・オステルマンの要請を受けて仲介に乗り出したが、ロシアが要求を吊り上げたためオスマン帝国に拒否された。参戦国のいずれも決定的な勝利を得られない中、フランスのアンドレ＝エルキュール・ド・フルーリー枢機卿はヴィルヌーヴに再び講和を仲介するよう命じた。
講和交渉の前月はオーストリアがセルビアで、ロシアがワラキアで占領地を広げることに成功していたが、オスマン帝国はベオグラードを包囲しており、オーストリアのゲオルク・オリヴィエル・フォン・ウォリス元帥とその後任であるヴィルヘルム・ラインハルト・フォン・ナイペルク将軍はベオグラードの防衛が不可能であると考えていた。ナイペルクはこれ以上戦争が長引くとさらに不利になると考え、慌てて交渉に応じた。

## 内容
オーストリアはやむなく講和に応じ、ベオグラードを含むセルビア王国、テメシュヴァールのバナトの南部、ボスニア北部をオスマン帝国に割譲、さらにオルテニアを当時オスマン帝国の属国であったワラキア公国に割譲した。その境界はサヴァ川とドナウ川と定められた。これにより、オーストリアは1718年のパッサロヴィッツ条約で獲得した領土のうち、バナトのみ保有することとなった。

## 影響
オーストリアが戦争から手を引いたことで、ロシアは独力での戦争遂行を不可能と考え、また後背のスウェーデンからの脅威もあったためニシュ条約に署名した。同条約でロシアはアゾフ港の建設を許可され、黒海進出への第一歩となった。
ハプスブルク家の皇帝カール6世は激怒してウォリスとナイペルクを投獄、2人が釈放されるのはマリア・テレジアの治世のこととなった。オスマン帝国では主戦派の大宰相イェエン・メフメト・パシャが主和派に更迭され、フルーリー枢機卿も同盟国オスマン帝国の弱体さを隠しつつロシアをダーダネルス海峡とボスポラス海峡から遠ざけることに成功して満足した。
ベオグラード条約は1718年以降のセルビア王国を実質的に滅亡させ、その復活は1787年の墺土戦争まで待たなければならなかった。